# トケラウ

トケラウ
Tokelau

地域の標語："Tokelau mo te Atua"  (トケラウ語)
"Tokelau for the Almighty"
地域の歌：国王陛下万歳

1. 
2. 
3. 

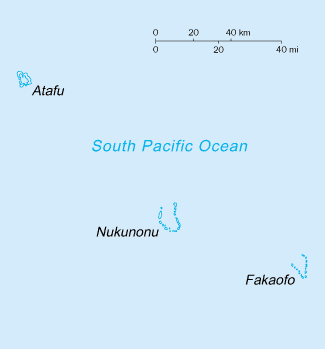
トケラウの地図。西からアタフ島、ヌクノノ島、ファカオフォ島。

トケラウ （Tokelau） は、南太平洋にあるニュージーランド領の島嶼群及び属領。旧称はユニオン諸島（英: Union Islands）。トケラウ諸島（英語: Tokelau Islands）のアタフ島、ヌクノノ島、ファカオフォ島の三つの環礁からなり、国際連合総会によって国際連合非自治地域リストに登録されている。
なお、同じトケラウ諸島に属するスウェインズ島（トケラウ政府の呼称は「オロセンガ島」）はアメリカ領サモアとなっており、トケラウ政府は返還を要求している。

## 地名の由来
トケラウという名称はトケラウ語の「北風」を意味する単語に由来する。ヨーロッパ人の探検家によって時期は不明であるが、ユニオン諸島やユニオン群島と命名された。トケラウ諸島は1946年に地名として採用され、1976年12月9日、トケラウに改称された。

## 歴史
1765年にイギリスの軍艦がアタフ島を「発見」し、1889年にトケラウはイギリスの保護領となり、1916年にはイギリス領ギルバート・エリス諸島に編入された。
その後1925年にニュージーランドの管理下に移され、1948年、正式にニュージーランド領となる。1981年ニュージーランドがトケフォア条約でスウェインズ島がアメリカ（米領サモアの一部）の領土であることを認める。2006年、2007年と続けてニュージーランドとの自由連合国へ移行する是非を問う住民投票が行われたが、得票率が成立に必要な3分の2に届かず否決された。また、自由連合国への移行は否決されたが、2006年2月15日の住民投票で米領サモアに属するオロセンガ島（スウェインズ島）がトケラウの一部であると主張する結果となった。
2011年12月29日末、サモアが日付を1日進める動きに合わせ、トケラウも標準時を変更し、UTC+13となった。

## 政治
トケラウはニュージーランド王国の一部である。非自治領に分類されているが、ニュージーランドからの権力移譲により、現在は伝統的な政治体制によってほぼ自治を行っているとされる。
トケラウの代表は行政官で、ニュージーランドの外務大臣が任命する。行政官はニュージーランド政府の代理として、トケラウ行政の監督、トケラウにおけるニュージーランド政府の活動の調整役を担う。
各環礁は Taupulega と呼ばれる長老によって統治されている。島民は Faipule（村長）と、 Pulenuku（公選の首長） を3年ごとに選出する。議会が開会していない期間は、各環礁から選出された3人のFaipuleと3人のPulenukuから成るCouncil for the Ongoing Government of Tokelau（政府評議会）が行政府として機能する。またFaipuleは1年ごとに輪番制で Ulu-o-Tokelau（評議会議長、首相とも訳される）に就任する。
立法府にあたるのはGeneral Fonoである。4日間ほどの会合を年3回開催する。任期は3年。議席数は20で、アタフ島は7席、ファカオフォ島は7席、ヌクノノ島は6席が割り当てられている。

## 地理
南太平洋の西経171度から173度、南緯8度から10度の間にある3つの環礁があり、ハワイ州とニュージーランドのほぼ中間で、サモアからは北およそ500kmに位置する。北のアタフ島から南のファカオフォ島まで、その距離は200km足らずである。かつてクラレンス公グループと称されたアタフ島とヌクノノ島、そしてバウディッチ島と呼ばれていたフォカオファ島の3つの環礁である。面積は合計で10.8km2。環礁にはそれぞれ珊瑚礁の島があり、そこに村が所在している。トケラウの最高地点は、わずか海抜5メートルである。大型船が利用できる港はないが、3つの環礁にはいずれも桟橋があり、物資や旅客が運ばれている。太平洋の熱帯低気圧帯に属する。文化的、歴史的、地理的にはトケラウの一部であるが、政治的にはそうでない第4の島は、1900年ごろからアメリカ合衆国の管理下にあり、1925年からアメリカ領サモアの一部となっているスウェインズ島（Olohega）である。
トケラウ政府はスウェインズ島はトケラウ諸島の一部だと同島の返還を主張している。

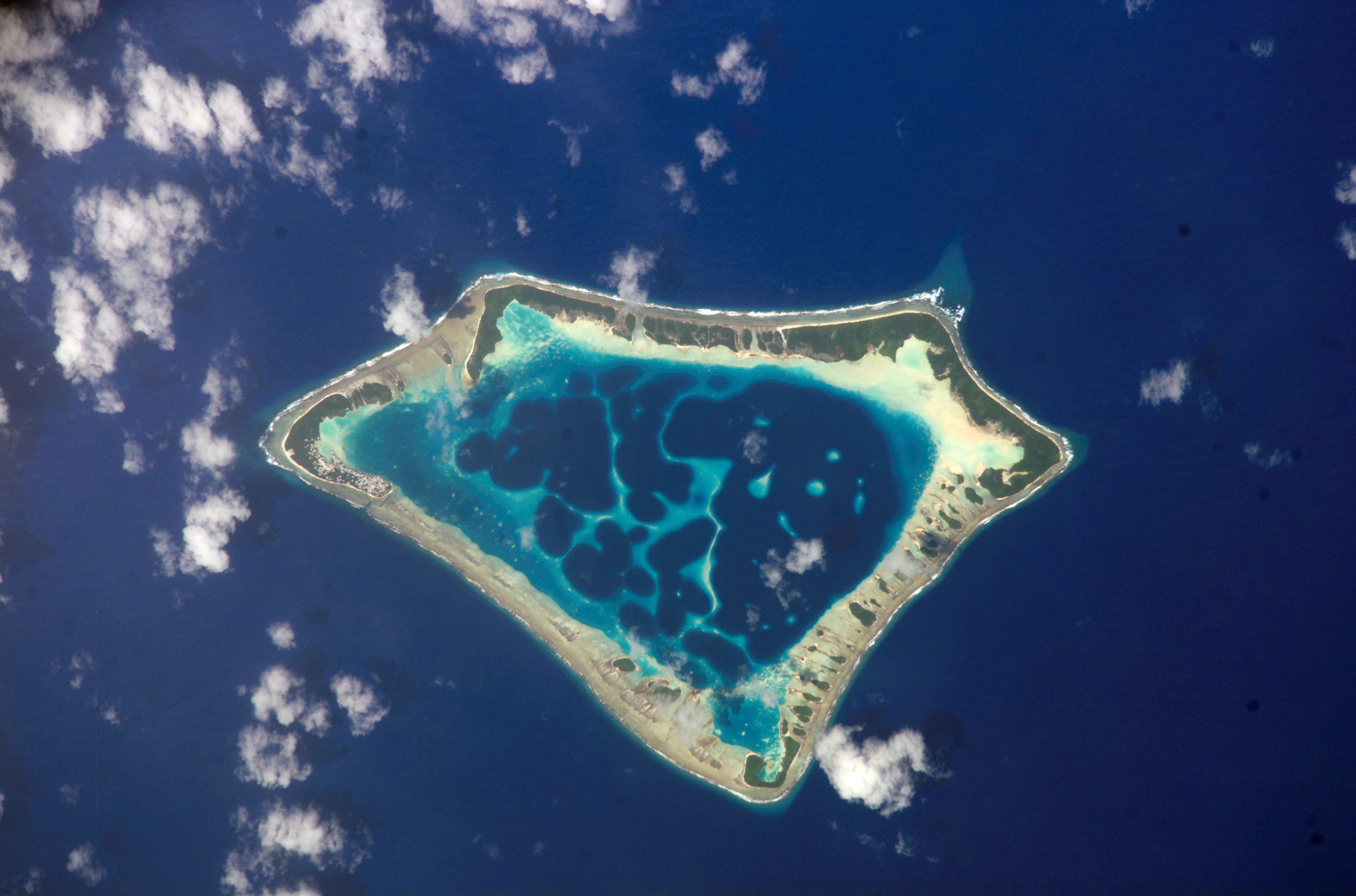
アタフ島
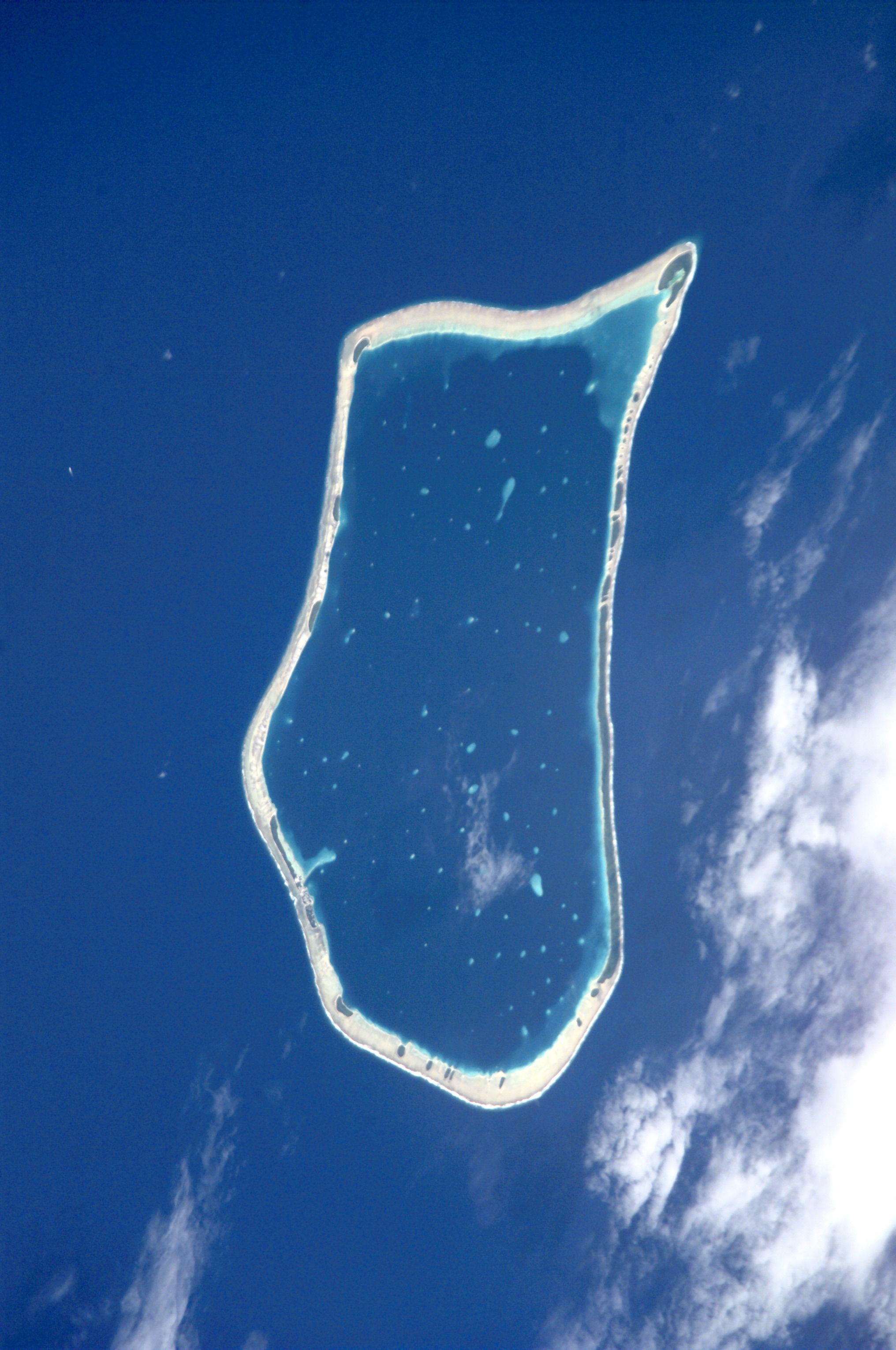
ヌクノノ島
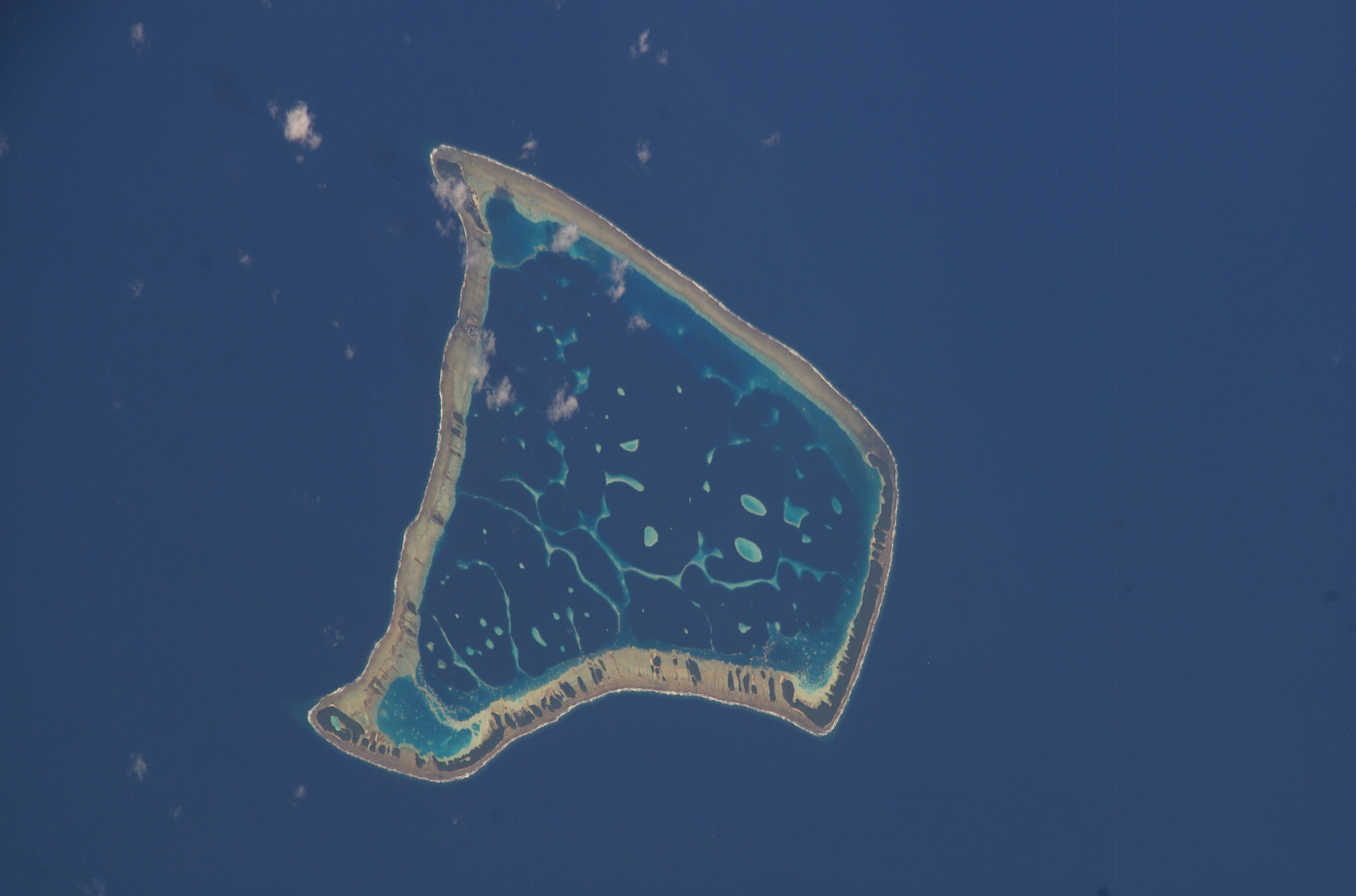
ファカオフォ島

## 経済
わずかに農業と漁業が行われているが、自給的なものが中心。主要作物はコプラである。
島内での民間雇用は厳しく、出稼ぎ者からの送金や仕送りに頼る部分が大きい。そのため、自由連合国としての自立も厳しい状態にある。
トケラウ諸島に割り当てられた国別ドメイン名 (ccTLD) である「.tk」を貸し出すことによって外貨を獲得している（管理はオランダのTaloha, Inc.に委託）。
トケラウには空港がなく、三つの環礁への交通手段はカタマラン（双胴船）連絡便しかない。その他には月に1度の貨物船がトケラウに寄るぐらいである。
1948年より独自の切手を発行している。万国郵便連合(UPU)にはニュージーランドの一部として加盟している。

## 住民
ポリネシア系トケラウ人がほとんどで、ヨーロッパの白人とポリネシア人との混血である。
公用語は英語とトケラウ語（サモア語に近い言語）である。
宗教はロンドン伝道教会が68%、カトリックが29%。